# ایستگاه راه‌آهن شپردز بوش
ایستگاه راه‌آهن شپردز بوش (انگلیسی: Shepherd's Bush railway station) یک ایستگاه راه‌آهن در لندن، انگلستان است که جزئی از خط غرب لندن می‌باشد.
این ایستگاه که در ناحیه شپردز بوش قرار دارد در سال ۲۰۰۸ میلادی تأسیس شده‌است.

## نگارخانه

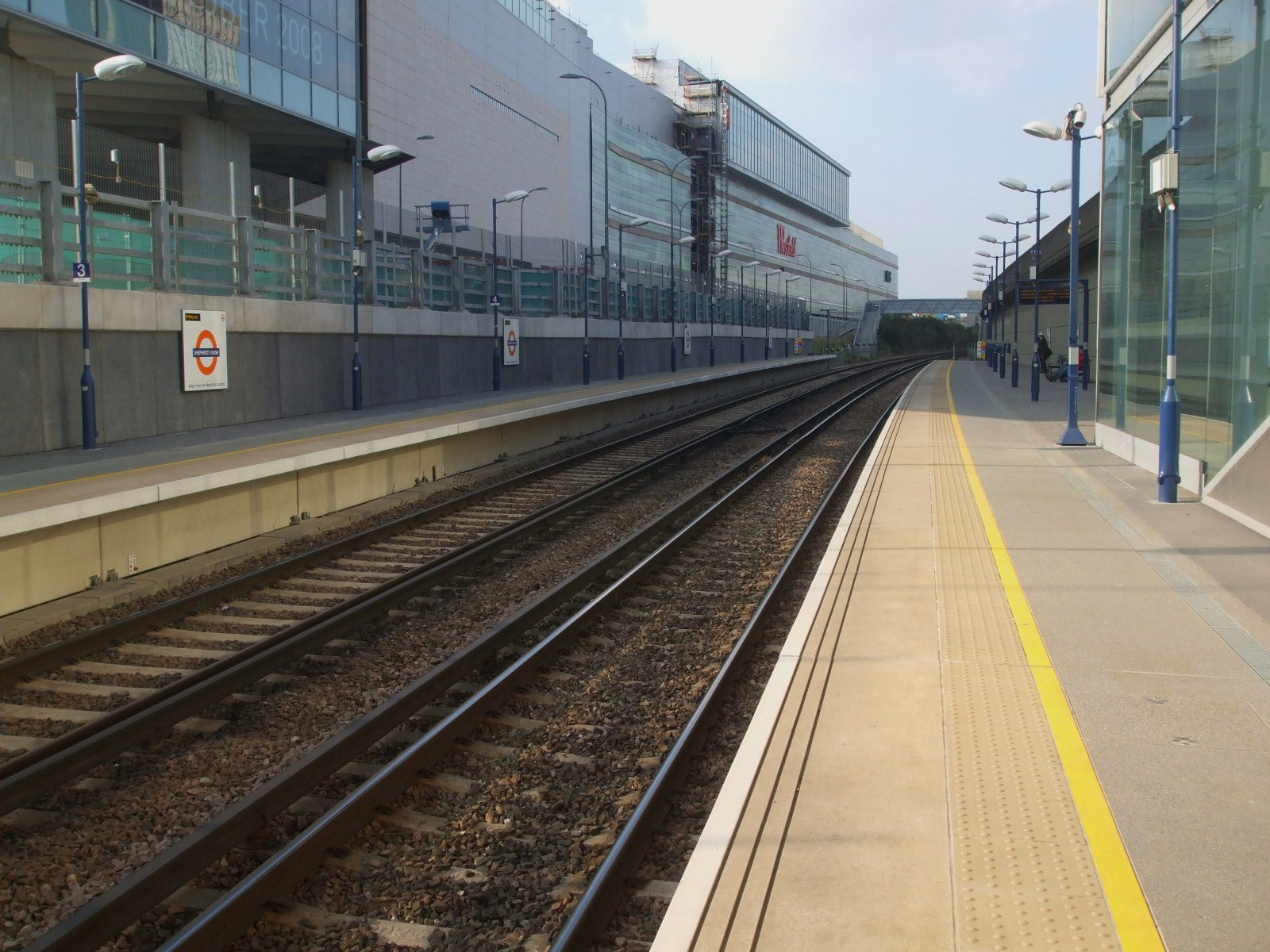
Platforms looking north
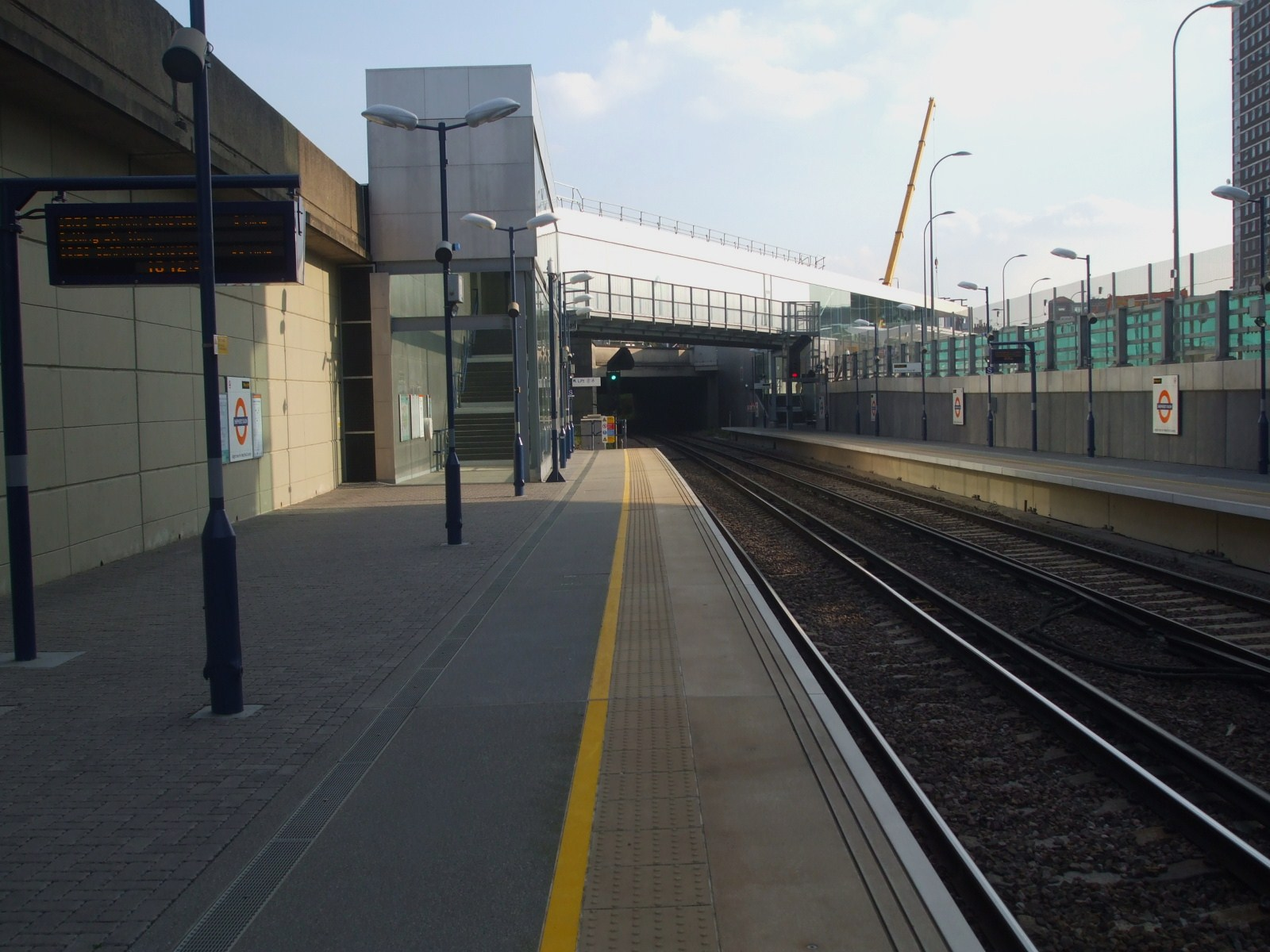
Platforms looking south
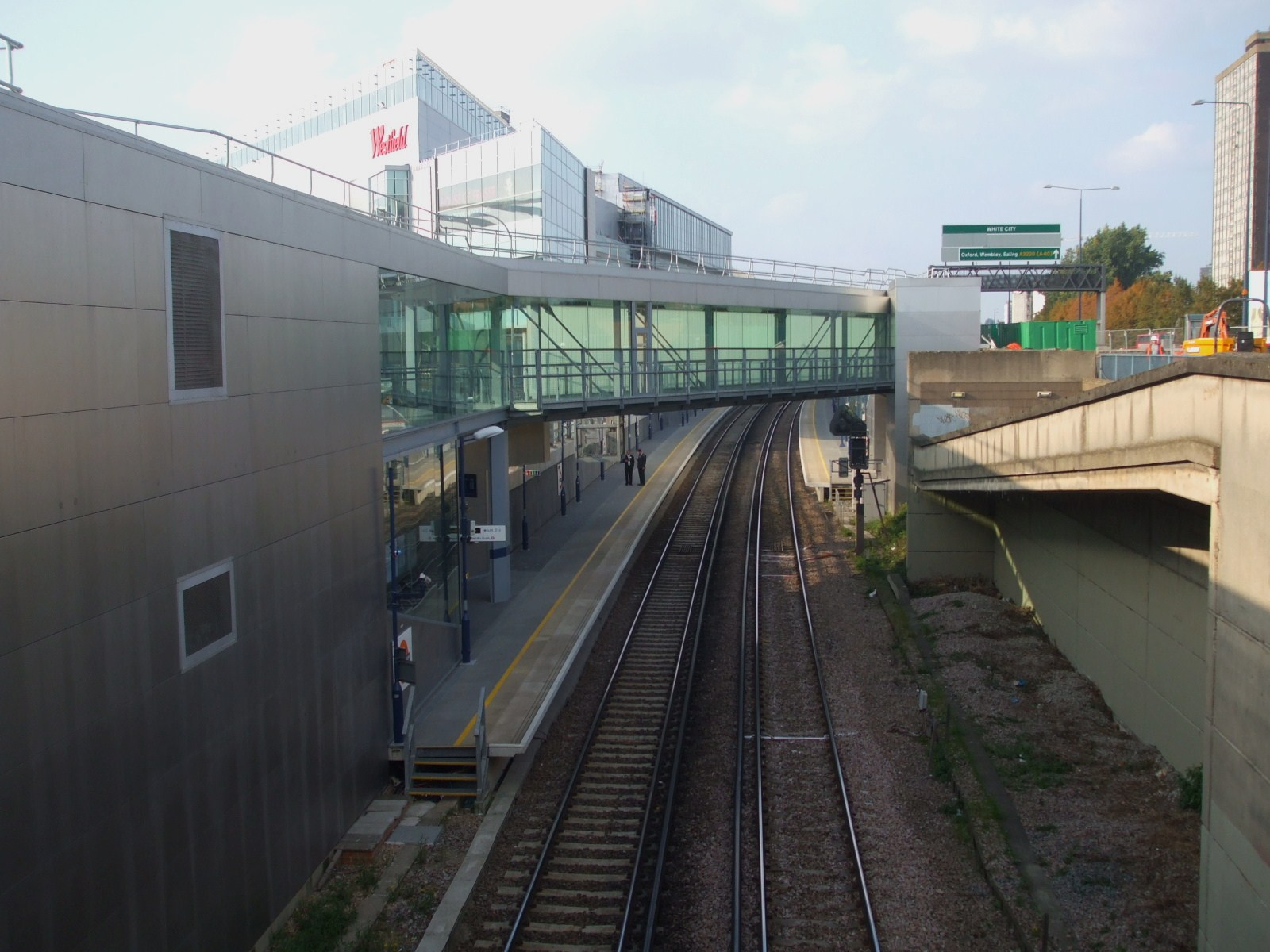
Station looking north from Uxbridge Road
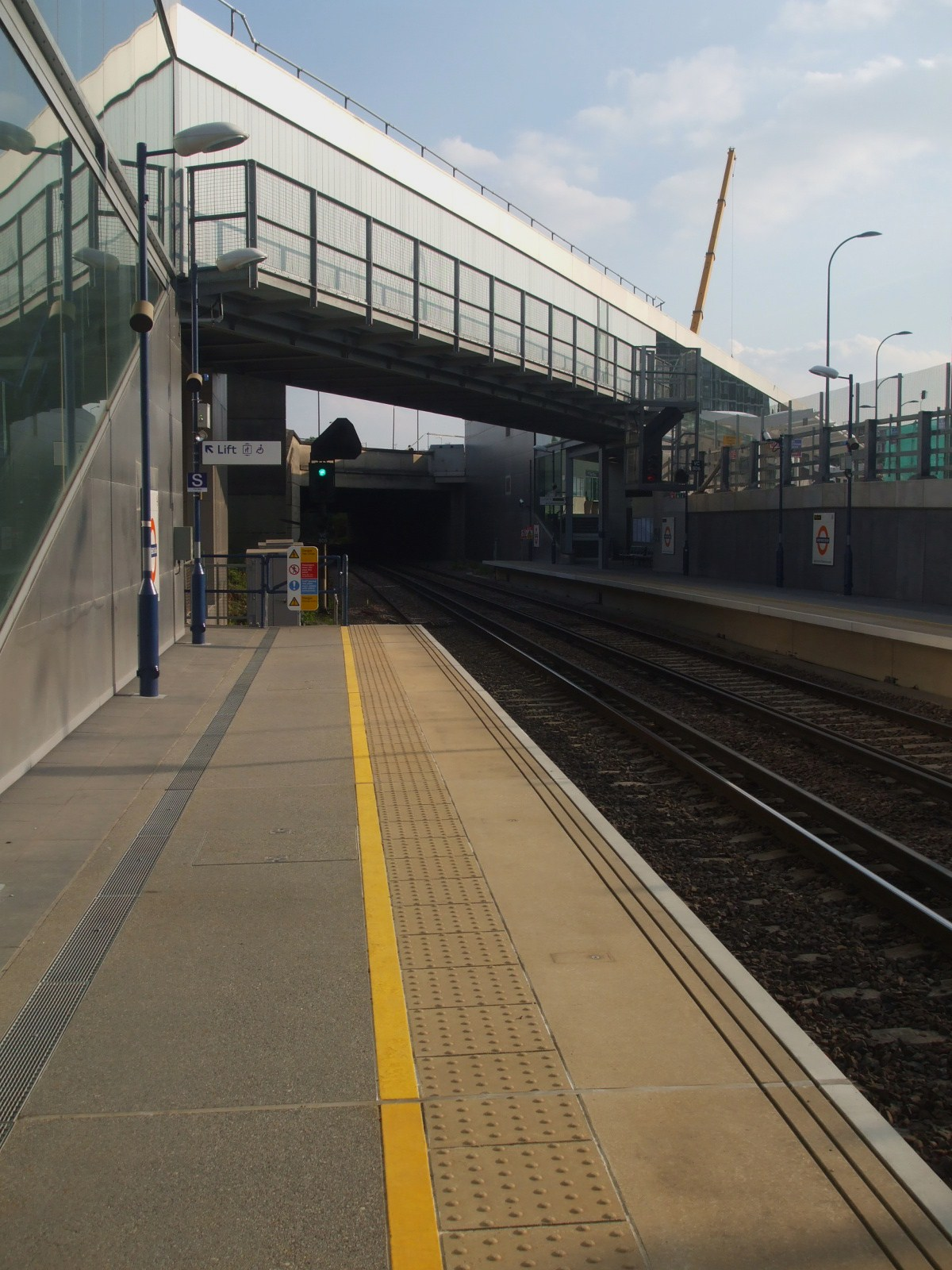
Footbridge looking south
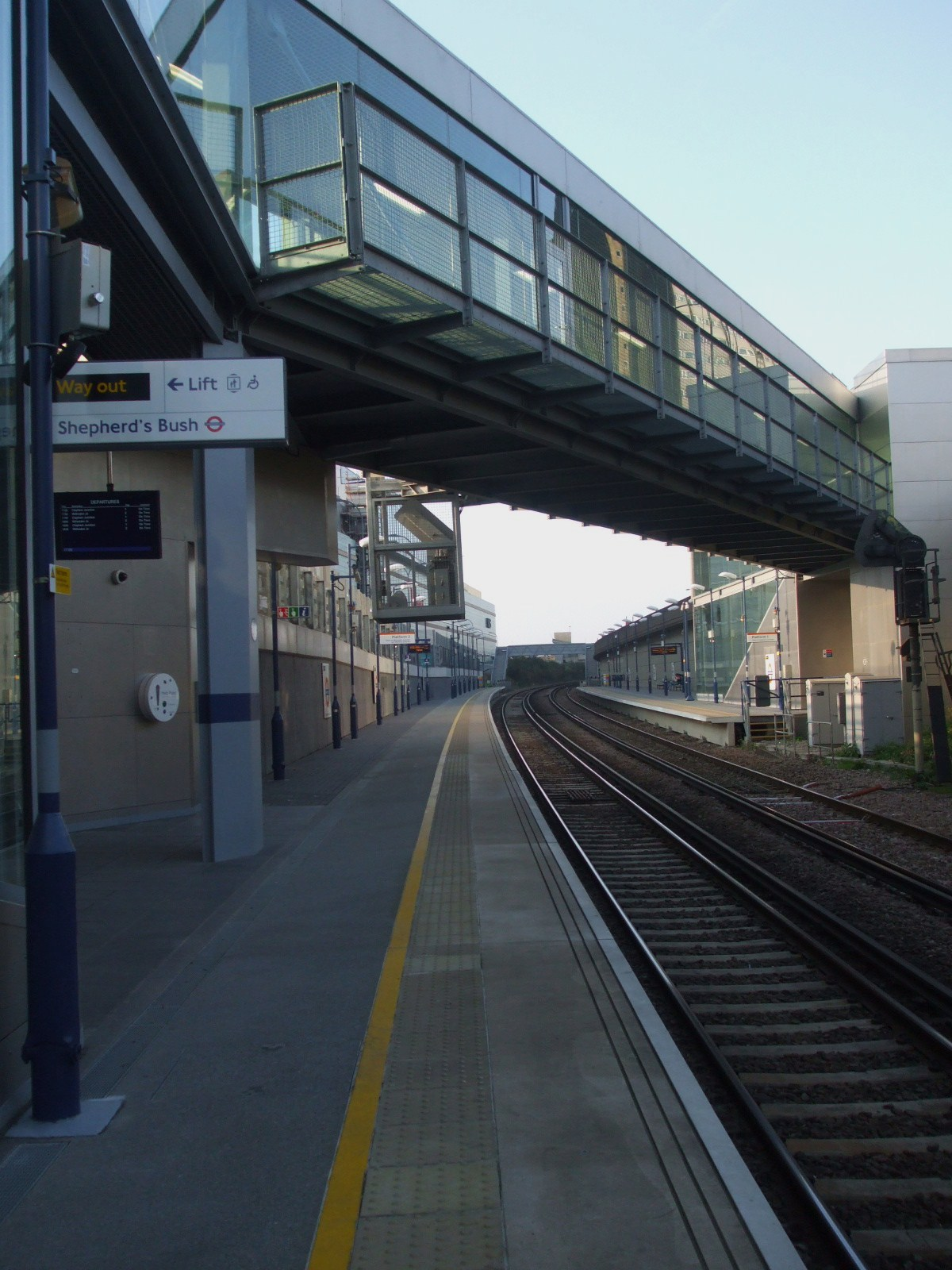
Footbridge looking north
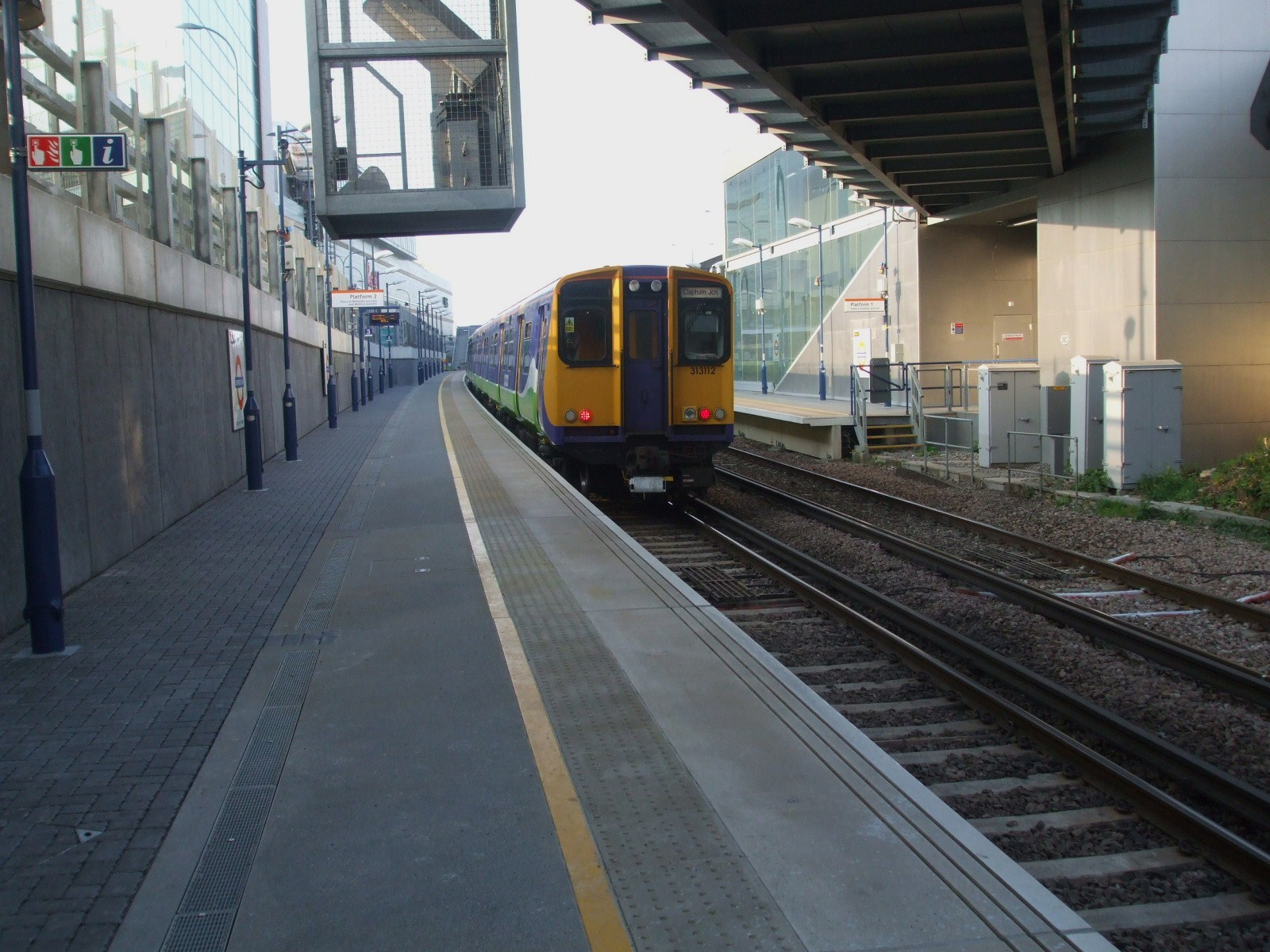
Class 313 unit departs with a northbound Overground service
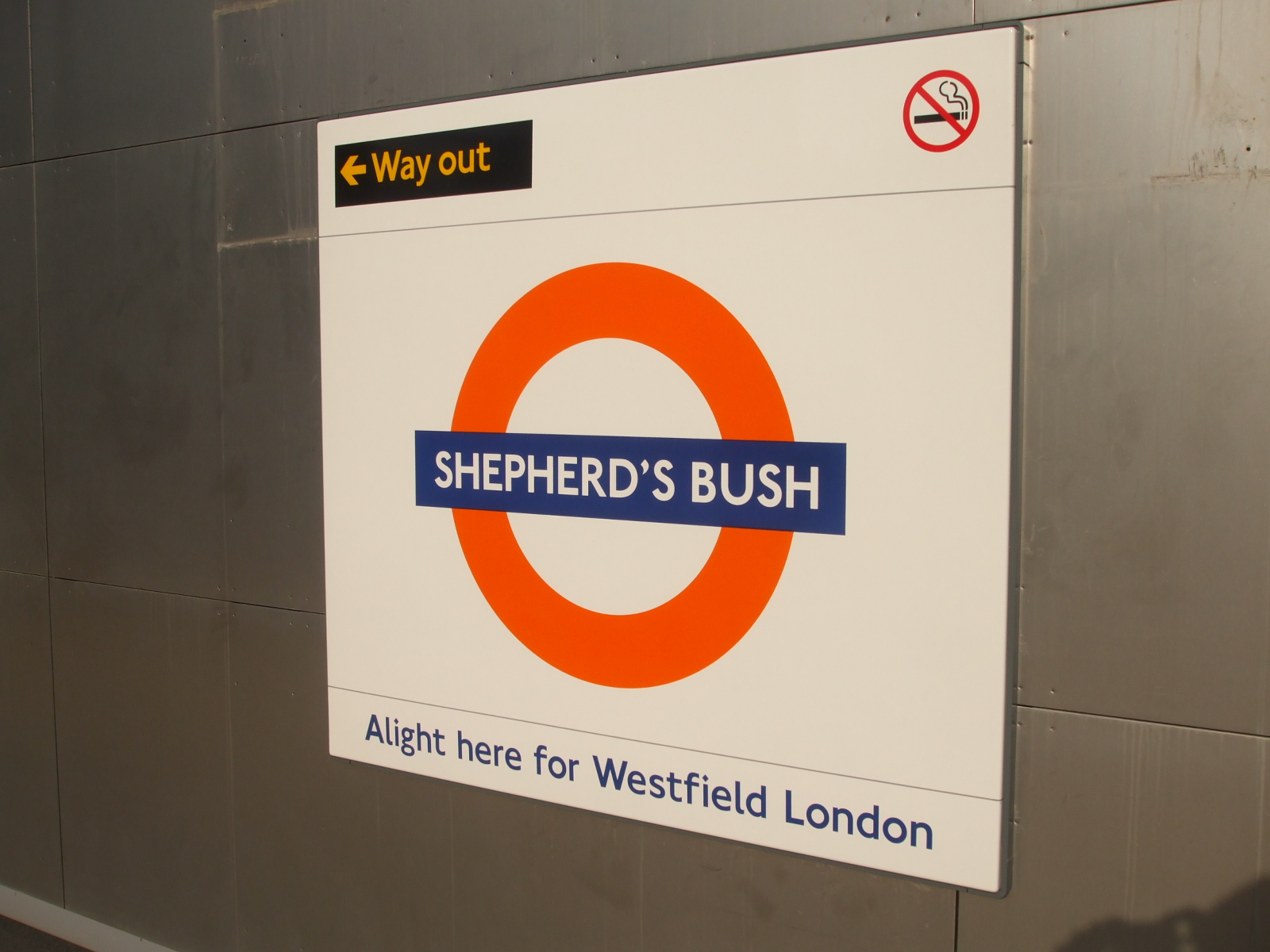
Platform roundel, based on the famous symbol of London Transport, but with Overground orange circle
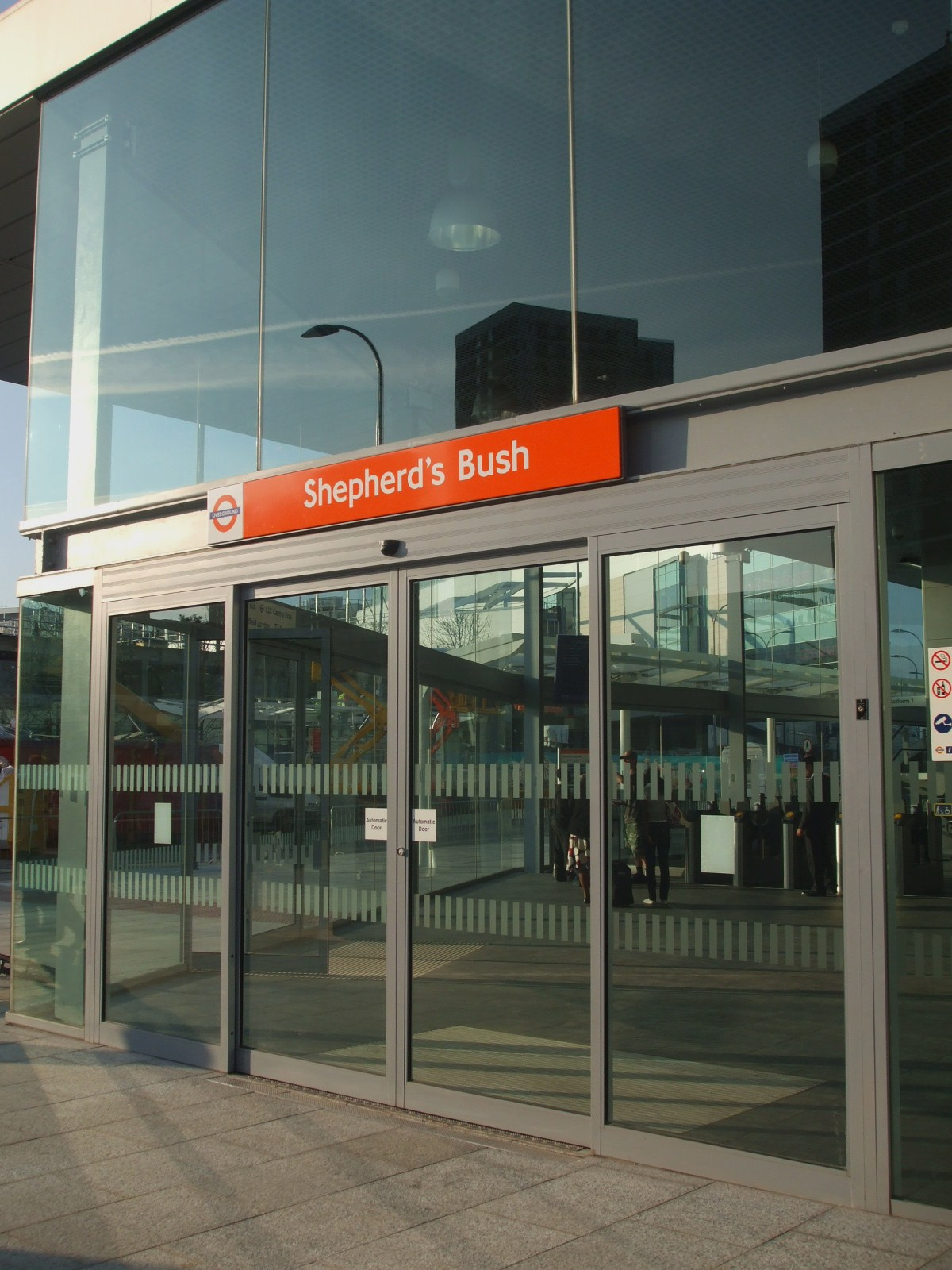
Station entrance viewed from the south